# 达马藏
达马藏（法語：Damazan，法語發音：[damazɑ̃]）是法国洛特-加龙省的一个市镇，属于内拉克区。

## 地理
达马藏（44°17'25"N, 0°16'32"E）面积16.37 平方千米，位于法国新阿基坦大区洛特-加龍省，该省份为法国西南部内陆省份，北起多爾多涅省，西接吉倫特省和朗德省，南至热尔省，东临塔恩-加龙省和洛特省。
与达马藏接壤的市镇（或旧市镇、城区）包括：昂布吕、巴伊斯河畔比泽、科贝尔、皮什达日奈、圣莱热、圣莱昂、圣皮埃尔德比泽。

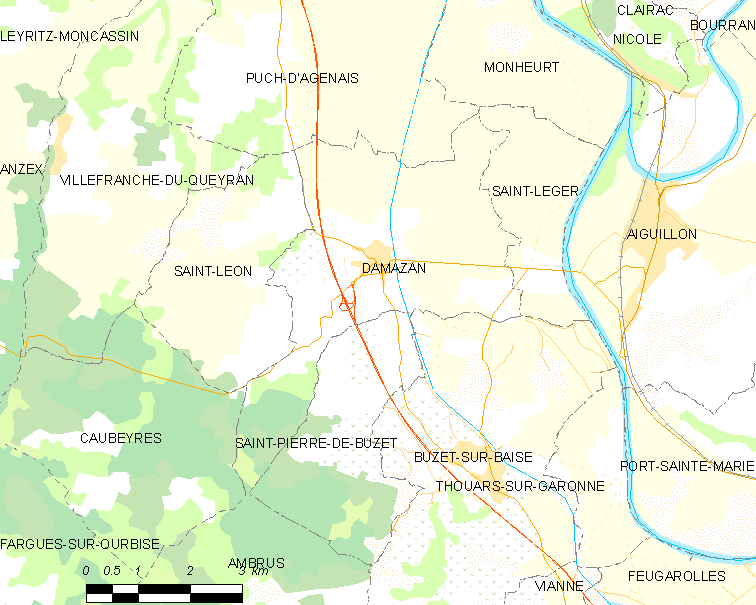
达马藏的OSM定位图

达马藏的时区为UTC+01:00、UTC+02:00（夏令时）。

## 行政
达马藏的邮政编码为47160，INSEE市镇编码为47078。

## 政治
达马藏所属的省级选区为拉瓦达克县。

## 人口

1962-2008年间达马藏人口变化图示

达马藏于2022年1月1日时的人口数量为1353人。